# Upogebia savignii
Upogebia savignii is een tienpotigensoort uit de familie van de Upogebiidae. De wetenschappelijke naam van de soort is voor het eerst geldig gepubliceerd in 1862 door Strahl.